# La Sainte Famille avec l'adoration de l'Enfant
La Sainte Famille avec l'adoration de l’Enfant est une peinture en format tondo de Mariotto Albertinelli datant de 1505, conservée au musée des beaux-arts de Montréal.

## Histoire
La peinture est un don de M. et Mme Michal Hornstein, membres du fonds de l'Association des bénévoles du Musée des beaux-arts de Montréal, fonds de la Campagne du Musée 1988-1993 et fonds Deirdre M. Stevenson. Elle fait partie de la collection Art international ancien et moderne du MBAM, maintenant installé dans le pavillon Jean-Noël Desmarais au niveau 4.

## Iconographie
La Sainte Famille rassemble Marie, Joseph et l'Enfant Jésus. Les protagonistes adultes, penchés vers l'Enfant, souvent les mains jointes, font de cette scène, selon l'iconographie chrétienne, une Adoration de l'Enfant.

## Description
Dans un cadre champêtre (montagnes bleutées, collines, château, arbres péruginesques), Joseph à gauche, et Marie, à droite, sont agenouillés, légèrement penchés vers l'Enfant Jésus placé au sol dans les langes, reposant sur un tissu rose aux ombres bleutées, la tête appuyé sur un sac en traversin noué de la tige d'un fleur. Souriant, un doigt posé sur la bouche fermée, l'Enfant tourne le regard vers le spectateur.
Tous les personnages portent une auréole elliptique au bord fin et dorée.

## Analyse

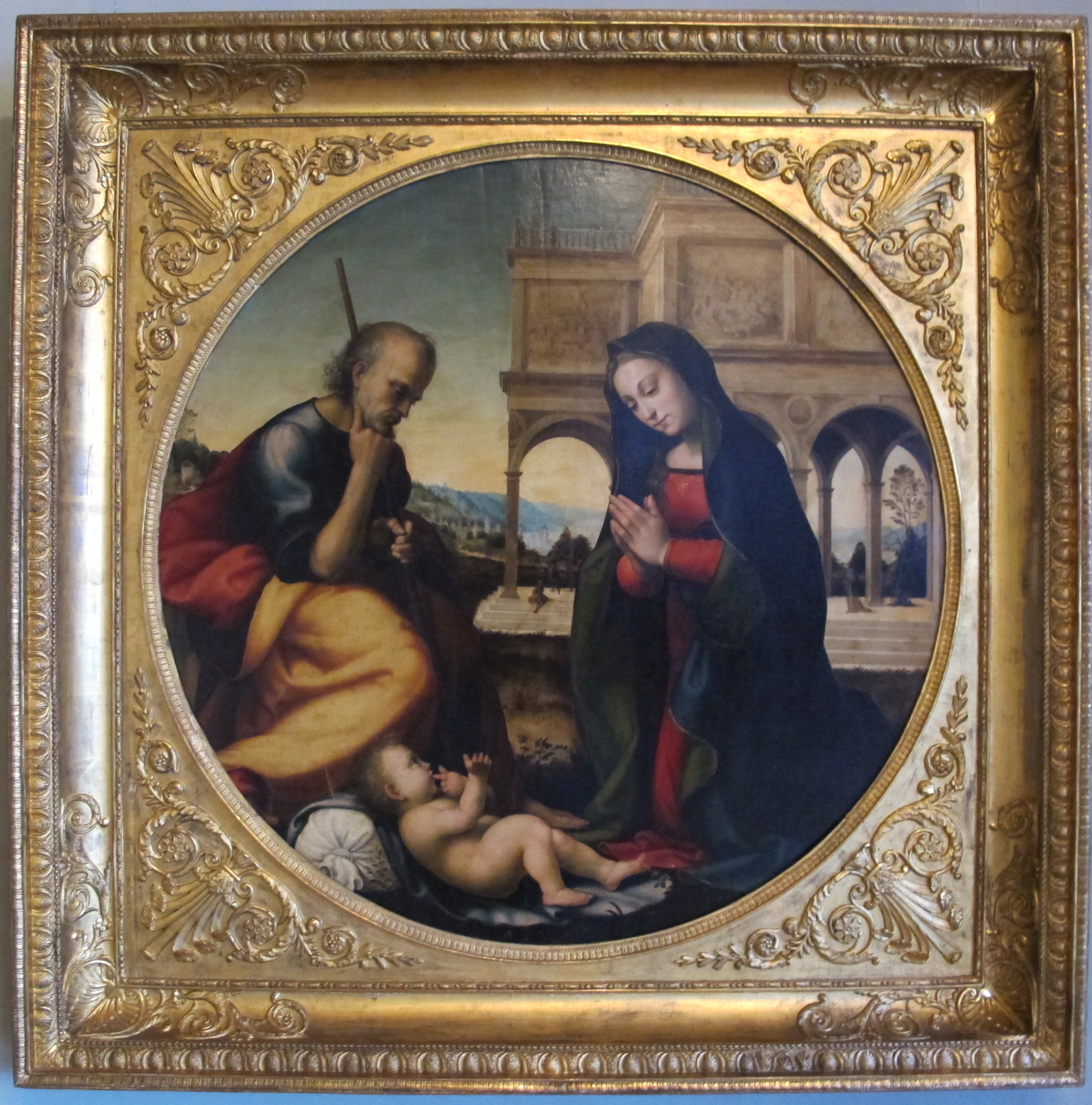
Adoration de l'Enfant du musée de l'Ermitage, Saint-Pétersbourg.

Le peintre fit un tableau similaire pour le premier plan (Marie et Joseph, le sac au sol sur lequel repose la tête de l'Enfant Jésus, l'index dans la bouche) mais affichant un bâtiment à arcades au second plan.